# Stipa plumigera
Stipa plumigera är en gräsart som beskrevs av Dorothy Kate Hughes. Stipa plumigera ingår i släktet fjädergrässläktet, och familjen gräs. Inga underarter finns listade i Catalogue of Life.